# Australiosoma rainbowi
Australiosoma rainbowi är en mångfotingart som beskrevs av Henri W. Brölemann 1913. Australiosoma rainbowi ingår i släktet Australiosoma och familjen orangeridubbelfotingar. Inga underarter finns listade i Catalogue of Life.